# Nie czas na łzy
Nie czas na łzy (ang. Boys don’t cry) – film produkcji USA z 1999 r. w reżyserii Kimberly Peirce. Oparty jest na wydarzeniach, które miały miejsce w prowincjonalnym amerykańskim miasteczku Falls City i mordestwie Brandona Teena w 1993 r.

## Opis fabuły
Do prowincjonalnego amerykańskiego miasteczka Falls City w stanie Nebraska przyjeżdża dwudziestoletni Brandon (Hilary Swank). Mieszkańcy miasteczka polubili Brandona, poznali go jako niepoprawnego optymistę i wrażliwego romantyka. Młody chłopak podrywa miejscowe naiwne dziewczyny. W miejscowym barze poznaje Candace, samotną matkę, która proponuje mu, by zamieszkał w jej domu. Jednak uwagę Brandona przyciąga Lana Tisdel (Chloë Sevigny), najpopularniejsza miejscowa dziewczyna. Chłopak zakochuje się w niej od pierwszego wejrzenia. W celu zbliżenia się do dziewczyny przenika do kręgu jej znajomych, którymi przewodzi kochanek matki Lany, John Lotter (Peter Sarsgaard) oraz jego brutalny kumpel Tom Nissen (Brendan Sexton).
Sprawa przybiera nieoczekiwanego obrotu, kiedy to Brandon zostaje aresztowany za popełnione wykroczenia, a Lana wpłaca za niego kaucję i dowiaduje się, iż jest on w rzeczywistości osobą transpłciową. Brandon wyjaśnia Lanie, że przechodzi kryzys tożsamości płciowej i że od dziecka marzył, by być mężczyzną. Lana akceptuje jego inność i nie przerywa łączących ich więzi intymnych. Nie dotyczy to jednak wszystkich. Kiedy o tajemnicy Brandona dowiadują się John i Tom, dochodzi do brutalnego morderstwa.

## Obsada
- Hilary Swank – Brandon Teena
- Chloë Sevigny – Lana
- Peter Sarsgaard – John
- Brendan Sexton – Tom
- Alison Folland – Kate
- Alicia Goranson – Candance
- Matt McGrath – Lonny
- Rob Campbell – Brian
- Jeanetta Arnette – Matka Leny
- Cheyenne Rushing – Nicole
- Josh Ridgway – Cashier

i inni